# Cristòfol Soler
Pour les articles homonymes, voir Soler.
Cristòfol Soler i Cladera, né le 26 décembre 1956 à Inca, sur l'île de Majorque, est un entrepreneur et homme politique espagnol, membre du Parti populaire (PP).
Il est initialement membre du Parti démocrate populaire (PDP) et participe, entre 1983 et 1987, au premier gouvernement régional des Îles Baléares, comme conseiller à l'Économie et aux Finances. Ayant rejoint le PP en 1989, il devient, deux ans plus tard, président du Parlement régional, puis président des Îles Baléares en 1995. Il est contraint à la démission l'année suivante et quitte alors la vie politique.

## Biographie

### Formation
Titulaire d'une licence en droit de l'université des Îles Baléares et d'une licence en sciences commerciales de l'école supérieure des sciences commerciales d'Alicante, il a d'abord exercé la profession d'avocat. Il est ensuite devenu gérant de la coopérative du Camp Mallorquí et membre du conseil d'administration de la confédération des associations commerciales des Baléares (CAEB), le patronat de l'archipel.

### Débuts en politique
En 1982, il adhère au Parti démocrate populaire (PDP), parti d'orientation chrétienne démocrate récemment fondé, et en prend la présidence dans les Îles Baléares. À l'occasion des élections régionales du 8 mai 1983, il est élu député au Parlement régional sur une liste de coalition avec l'Alliance populaire (AP) de Gabriel Cañellas. Ce dernier est ensuite investi président des Îles Baléares et le nomme conseiller à l'Économie et aux Finances de son gouvernement.

### Retrait temporaire
Après les élections générales de 1986, la direction nationale du PDP décide de rompre l'alliance avec l'AP. Le parti se présente donc seul aux élections régionales du 10 juin 1987, où il obtient 1,6 % des voix. Soler quitte alors la formation, puis ses fonctions gouvernementales le 23 juillet. Immédiatement, il se voit recruté par son successeur, Alexandre Forcades, comme technicien supérieur du centre de documentation européenne, une structure financée par le gouvernement régional.

### Président du Parlement
Il revient en politique lors des élections régionales du 21 mai 1991, comme candidat du nouveau Parti populaire (PP), qui remporte 47,3 % et 31 députés sur 59 avec l'Union majorquine (UM). Le 19 juin suivant, il est élu président du Parlement des Îles Baléares. Le PP ayant conservé, seul, sa majorité aux élections régionales du 28 mai 1995, il est reconduit dans ses fonctions le 21 juin.

### Président des Îles Baléares
Le 19 juillet suivant, Gabriel Cañellas est contraint à la démission par le président du PP, José María Aznar, à cause d'une affaire de possible financement illégal de la fédération régionale du parti. La direction régionale choisit alors Soler comme candidat à sa succession, par 24 voix, dont celle de Cañellas, contre 7 à Joan Verger. Il reçoit, le 29 juillet, l'investiture du Parlement et est officiellement nommé président des Îles Baléares le 1er août suivant.
Il présente, le 27 mai 1996, un remaniement ministériel, par lequel il remplace une immense partie des conseillers nommés un an plus tôt par Cañellas, conservant seulement la vice-présidente, Rosa Estaràs, le conseiller aux Travaux publics, Bartomeu Reus, et Jaume Matas, conseiller à l'Économie et aux Finances déplacé au département de l'Agriculture et de l'Industrie. Le lendemain, le groupe parlementaire du PP vote, par 20 voix contre 4 et 4 abstentions, sa réprobation, affirmant qu'il agit trop indépendamment de sa majorité et que cette action crée des difficultés pour obtenir l'unanimité nécessaire au soutien du gouvernement, et choisit Matas pour lui succéder. Son action en matière d'aménagement du territoire et de politique linguistique est également critiquée par sa majorité. Il remet alors sa démission mais doit attendre le 18 juin pour être officiellement remplacé.
Il se retire ensuite de la vie politique.